# Red Lions FC
El Red Lions FC es un equipo de fútbol de Liberia que milita en la Premier League de Liberia, la liga de fútbol más importante del país.

## Historia
Fue fundado en agosto del año 2004 en la localidad de Paynesville, en la capital Monrovia con el nombre Fatu FC e iniciaron desde la Cuarta División de Liberia.
Lograron ascender a la Primera División de Liberia para la temporada 2009 y una temporada más tarde consiguieron el ascenso a la máxima categoría para la temporada 2012, en la cual quedaron en el sétimo lugar en su año de debut.
En la temporada siguiente consiguieron su primer logro importante, ya que llegaron a la final de la Copa de Liberia, la cual perdieron ante el BYC FC por un contundente 0-6, aunque gracias a ello, clasificaron para su primer torneo internacional, la Copa Confederación de la CAF 2014, en la cual fueron eliminados en la primera ronda por el CS Constantine de Argelia.
Para finales del año 2013 cambiaron su nombre por el actual debido a que el club fue comprado por el Ghana Red Lions FC.

## Palmarés
- Copa de Liberia: 0
  - Finalista: 1

2013

## Participación en competiciones de la CAF
| Temporada | Torneo                       | Ronda      | Club                    | Casa  | Visita | Global |
| --------- | ---------------------------- | ---------- | ----------------------- | ----- | ------ | ------ |
| 2014      | Copa Confederación de la CAF | Preliminar | Estrela de Cantanhez FC | w.o.1 | w.o.1  | w.o.1  |
| 2014      | Copa Confederación de la CAF | 1          | CS Constantine          | 0-1   | 0-2    | 0-3    |

1- Estrella de Cantanhez abandonó el torneo.